# Nimet Özgüç
Nimet Özgüç (Adapazarı, Turquia, 15 de març de 1916 - Ankara, 23 de desembre de 2015) va ser una arqueòloga turca. En la seva era, ella i el seu marit eren els acadèmics i arqueòlegs turcs dominants. Va ser nomenada membre d'honor de l'Acadèmia de Ciències de Turquia el 1996 i va rebre el Gran Premi del Ministeri de Cultura i Turisme el 2010 per les seves contribucions a l'arqueologia del país.

## Primers anys
Nascuda com a Nimet Dinçer el 15 de març de 1916 a Adapazarı, Turquia. El seu pare era un funcionari públic i la seva mare va criar els sis fills. La seva família es va traslladar a Ankara, on va completar els seus estudis primaris a l'escola primària Gazi i després va assistir a l'escola secundària Ankara Girls. Dinçer va continuar la seva formació a la Universitat d'Ankara, com un dels primers estudiants del departament d'Història Antiga de la Facultat de Llengua i Història, que s'havia creat el 1935. Es va graduar amb una llicenciatura el 1940.

## Trajectòria
Immediatament després de graduar-se, Dinçer, que va ser animada per Afet İnan, va començar a treballar com a professora ajudant d'història a la Universitat d'Ankara, mentre continuava els seus estudis de postgrau. Cap al 1941, va començar a treballar en excavacions a la província de Samsun, inclosos els jaciments de Dündartepe, Kale Doruğu Höyüğü a prop de Kavak i Tekkeköy. Estudiant amb Hans Gustav Güterbock, va completar la seva tesi, Anadolu Damga Mühürleri (Bases de Segells d'Anatòlia) el 1943, es va doctorar el 1944, i aquell mateix any es va casar amb un company arqueòleg, Tahsin Özgüç. Juntament amb el seu marit, va començar a treballar en nombroses excavacions, inclosa l'enquesta d'Elbistan el 1947 per a la Societat Històrica Turca. En un monticle conegut com a Karahöyük, van descobrir una inscripció en jeroglífic luvi en una estela que descrivia la caiguda de l'Imperi hitita. L'any següent, la parella va ser enviada novament per la Societat Històrica per excavar Kültepe a prop de Kayseri. El lloc va ser un dels jaciments arqueològics més importants de Turquia, que va produir tauletes i artefactes que van documentar el seu lloc com a important ciutat comercial durant el període 2000-1700 aC per a l'altiplà de l'Anatòlia.
El 1949, Özgüç es va convertir en professora associada a la Universitat d'Ankara i es va convertir en professora titular el 1958. Va continuar la seva feina amb el seu marit a Kültepe, i en excavacions com Frakdin (1954) i Altintepe (1959), fins al 1962, quan va començar el seu propi projecte examinant el centre hitita a Acemhöyük, prop de Niğde. El 1962, va demostrar que els artefactes d'ivori presentats al Metropolitan Museum of Art el 1930 s'havien originat a Acemhöyük.
El 1972, Özgüç va començar a treballar a Tepebagları Höyük i va treballar en el rescat del lloc fins al 1975. Va trobar proves que el lloc havia estat ocupat des de l'edat del ferro fins a l'era romana d'Orient. Özgüç va començar a treballar en el projecte a Samsat Höyük a la província d'Adıyaman el 1978, durant el projecte de rescat del Baix Eufrates durant la construcció de les preses de Karakaya i Atatürk. Va descobrir proves significatives que el lloc era una de les dues principals ciutats de la regió i un important centre cultural a l'edat del bronze inicial, a través de la transició a l'edat del bronze mitjà. Va ser guardonada amb la medalla Guillaume Bude del Collège de France el 1980.
Özgüç es va retirar de la Universitat d'Ankara el 1984, però va continuar la seva tasca científica i la seva publicació. Va rebre una adhesió honorífica a l'Acadèmia de Ciències de Turquia el 1996 i va ser co-guardonada amb Halet Çambel del Gran Premi del Ministeri de Cultura i Turisme del 2010 per les seves contribucions a l'arqueologia del país. El premi va ser lliurat pel president Abdullah Gül el 9 de febrer de 2011. Aquell mateix any, Nursel Duruel va publicar un llibre, Cumhuriyetin Çocukları — Arkeolojinin Büyükleri: Nimet Özgüç - Tahsin Özgüç (Els nens de la República - Els ancians de l'arqueologia: Nimet Özgüç - Tahsin Özgüç). El llibre va retre homenatge a la importància dels Özgüçs per establir el camp de l'arqueologia al país.

## Defunció i llegat
Özgüç va morir el 23 de desembre de 2015 a Ankara i el seu funeral es va celebrar a la mesquita de Kocatepe el 25 de desembre.

## Treballs destacats
- Özgüç, Nimet. «A lute player from Samsat». A: Sedat Alp'a armağan: Festschrift für Sedat Alp.  Ankara, Turkey: Türk Tarih Kurumu Basımevi, 1992, p. 419–423.[1]
- Özgüç, Nimet. «The Uruk culture at Samsat». A: Von Uruk nach Tuttul: Eine Festschrift für Eva Strommenger: Studien und Aufsätze von Kollegen und Freunden (en anglès, french, german).  München, Germany: Profil-Verl., 1992, p. 151–157. ISBN 978-3-890-19305-2.[1]
- Özgüç, Nimet. «An early bronze age pot is a child from Acemhöyük». A: Between the Rivers and Over the Mountains: Archaeologica Anatolica et Mesopotamica Alba Palmieri dedicata.  Rome, Italy: Università di Roma La Sapienza. Dipartimento di scienze storiche archeologiche e antropologiche dell'antichità, 1993, p. 517–520.[1]
- Özgüç, N.. «Notes on cylinder seals of level I ab from Karurn-Kanis». A: Beiträge zur altorientalischen Archäologie und Altertumskunde: Festschrift für Barthel Hrouda zum 65. Geburtstag.  Wiesbaden, Germany: Harrassowitz, 1994, p. 217–220. ISBN 978-3-447-03503-3.[1]
- Özgüç, N. «Identical aspects of the Cylinder and stamp seal representations of level Ib period». Istanbuler Mitteilungen. Deutsches Archäologisches Institut, Abteilung Istanbul [Istanbul, Turkey], 43, 1994, pàg. 175–179. ISSN: 0341-9142.[1]
- Özgüç, N.. «Silver and copper Ingots from Acemhöyük». A: Beiträge zur Kulturgeschichte Vorderasiens : Festschrift für Rainer Michael Boehmer.  Mainz, Germany: Verlag Phillip von Zabern, 1995, p. 513–519. ISBN 978-3-805-31863-1.[1]
- Özgüç, N.. «Seal Impressions on the Kültepe documents notarized by native rulers». A: Collectanea Orientalia: Histoire, arts de le̕space et industrie de la terre ; études offertes en hommage à Agnès Spycket.  Neuchâtel, Paris, France: Recherches et publications, 1996, p. 267–278. ISBN 978-2-940-03209-9.[1]
- Özgüç, N. «The early Hellenistic findings at Samsat». Istanbuler Mitteilungen. Deutsches Archäologisches Institut, Abteilung Istanbul [Istanbul, Turkey], 46, 1997, pàg. 213–216. ISSN: 0341-9142.[1]
- Özgüç, Nimet. «Kanis Karumu'nda bulunmuş olan eski Assur üslubunda İki silindir mühür». A: Light on the top of the Black Hill: Studies presented to Halet Çambel/Karatepe' deki Işık (en turc).  Istanbul, Turkey: Ege Yayınları, 1998, p. 611–614. ISBN 978-9-758-07020-6.[1]
- Özgüç, Nimet. «Notes on the bronze vehicle from the Sarıkaya Palace at Acemhöyük». A: Veenhof Anniversary Volume (en anglès, french, german).  Leiden, The Nederlands: L`Institut historique-archéologique néerlandais de Stamboul, Nederlands Instituut voor het Nabije Oosten, 2001, p. 361–366.[1]
- Özgüç, N.. «Götterprozessionen, Kriegs- und Jagdszenen. Ein Überblick über den Motivreichturn anatolischer Roll- und Stempelsiegel des 20.-18. Jahrhunderts v. Chr». A: Die Hethiter und ihr Reich: das Volk der 1000 Götter: [anlässlich der Ausstellung "Die Hethiter. Das Volk der 1000 Götter" vom 18. Januar bis 28. abril 2002 in der Kunst- und Ausstellungshalle der Bundesrepublik Deutschland in Bonn] (en alemany). Buchhandelsausg..  Stuttgart, Germany: Konrad Theiss Verlag, 2002, p. 234–239. ISBN 978-3-806-21676-9.[1]
- Özgüç, N.. «Erlesene Werke der Kleinkunst. Anatolische Elfenbeinschnitzereien». A: Die Hethiter und ihr Reich: das Volk der 1000 Götter: [anlässlich der Ausstellung "Die Hethiter. Das Volk der 1000 Götter" vom 18. Januar bis 28. abril 2002 in der Kunst- und Ausstellungshalle der Bundesrepublik Deutschland in Bonn] (en alemany). Buchhandelsausg..  Stuttgart, Germany: Konrad Theiss Verlag, 2002, p. 244–247. ISBN 978-3-806-21676-9.[1]
- Özgüç, Nimet. Hatti efsanesi yılan Ĭlluyanka'nın tasvir sanatında yorumu (en turc).  Ankara, Turkey: Türkiye Bilimler Akademisi Forumu, 2003. ISBN 975-8593-41-2.[1]